# ديفيد فاركوهار (ملحن)
ديفيد فاركوهار (بالإنجليزية: David Farquhar)‏ هو ملحن نيوزلندي، ولد في 5 أبريل 1928، وتوفي في 8 مايو 2007 في ويلينغتون في نيوزيلندا.

## وصلات خارجية
- ديفيد فاركوهار على موقع ميوزك برينز (الإنجليزية)
- ديفيد فاركوهار على موقع أول ميوزيك (الإنجليزية)
- ديفيد فاركوهار على موقع ديسكوغز (الإنجليزية)